# Dekanat Dzierżoniów-Północ
Dekanat Dzierżoniów-Północ – nieistniejący już dekanat w rzymskokatolickiej diecezji świdnickiej. Przestał istnieć 11 czerwca 2007, w wyniku podziału dwóch dzierżoniowskich dekanatów na dekanaty: Bielawa, Dzierżoniów i Piława Górna.

## Parafie i miejscowości
W skład dekanatu wchodziło 12 parafii:

### parafia Maryi Matki Kościoła
- Dzierżoniów → kościół parafialny, kościoły pomocnicze Trójcy Przenajśw. oraz Niepokalanego Poczęcia NMP
  - Nowe Miasto

### parafia św. Jerzego
- Dzierżoniów → kościół parafialny i kościół pomocniczy Zmartwychwstania Pańskiego
  - Podgórzno
  - Sobieszyn

### parafia św. Jadwigi
- Dobrocin → filia Świętych Piotra i Pawła
  - Marianówek
- Gilów → kościół parafialny i kościół pomocniczy Najśw. Serca Pana Jezusa
- Gola Dzierżoniowska
- Roztocznik → filia św. Józefa Oblubieńca NMP
  - Byszów
  - Dobrocinek

### parafia Wniebowstąpienia Pańskiego
- Jaźwina → kościół parafialny
  - Janczowice
  - Kuchary
  - Stoszów → kościół filialny Trójcy Przenajśw.
  - Uliczno
- Uciechów → kościół filialny św. Bartłomieja oraz kaplica cmentarna św. Józefa
  - Kołaczów

### parafia Narodzenia NMP
- Jędrzejowice
- Kiełczyn → kościół parafialny
- Książnica
- Tuszyn → kościół filialny Najśw. Serca Pana Jezusa
- Włóki

### parafia św. Jana Chrzciciela
- Chwalęcin
- Kietlin
- Księginice Wielkie → kościół parafialny
- Sienice → filia św. Izydora
- Wilków Wielki → plebania i kościół filialny Najśw. Serca Pana Jezusa

### parafia św. Józefa Oblubieńca NMP
- Łagiewniki → kościół parafialny i kościół pomocniczy NMP Częstochowskiej

### parafia Niepokalanego Poczęcia NMP
- Niemcza → kościół parafialny
  - Borowe
  - Gumin
  - Jasin
  - Jasinek
  - Mieczniki
  - Nowiny
  - Piotrków
  - Piotrkówek
  - Stasin
  - Wojsławice

### parafia NMP Królowej Polski
- Koźmice
- Ligota Mała
- Nowa Wieś Niemczańska
- Podlesie
- Przerzeczyn-Zdrój → kościół parafialny
- Ruszkowice
- Tomice

### parafia Świętych Piotra i Pawła
- Białobrzezie → filia Podwyższenia Krzyża Świętego
- Mleczna
- Pożarzyce
- Radzików → kościół parafialny
- Sokolniki
- Trzebnik

### parafia św. Antoniego
- Przystronie → filia św. Krzysztofa
- Ligota Wielka → filia NMP Królowej Polski
- Ratajno → kościół parafialny
- Roztocznik (do parafii należy tylko przysiółek tej wsi)
  - Dębowa Góra
- Sieniawka → filia św. Jana Chrzciciela
  - Mniowice

### parafia św. Michała Archanioła
- Młynica
  - Domaszów
- Oleszna → siedziba proboszcza oraz kościół filialny Wniebowzięcia NMP
- Piotrówek → kaplica mszalna NMP Różańcowej
  - Karolin
- Słupice → kościół parafialny
  - Domanice

Powyższy wykaz przedstawia wszystkie miasta, wsie oraz dzielnice miast, przysiółki wsi i osady w dekanacie.